# Luigi De Santis (politico)
Luigi De Santis (... – 1993) è stato un politico italiano.
Esponente della Democrazia Cristiana ad Ascoli Piceno, fu consigliere comunale per tre legislature (1966-1971, 1971-1976, 1976-1981), e dopo le dimissioni del sindaco Antonio Orlini venne eletto primo cittadino alla guida di una giunta composta da democristiani e socialdemocratici. Il mandato terminò nel giugno 1980 a causa di una crisi di governo e venne sostituito nella carica di sindaco dal ragioniere Ugo De Santis. Morì nel 1993.